# Бридж, Марк
Марк Роберт Бридж (англ. Mark Robert Bridge; 7 ноября 1985, Сидней, Австралия) — австралийский футболист, нападающий. Выступал за сборную Австралии. Участник Олимпийских игр 2008 года. Автор первого гола «Уэстерн Сидней Уондерерс» в истории.

## Клубная карьера
Бридж начал карьеру в клубе «Парраматта Пауэр». В 2005 году он перешёл в «Ньюкасл Юнайтед Джетс» и помог команде выиграть Эй-лигу в сезоне 2007/2008. В 2008 году Марк перешёл в «Сидней». Свой первый гол за новую команду он забил в поединке против «Перт Глори». В начале 2009 года Бридж на правах краткосрочной аренды перешёл в китайский «Тяньцзинь Тэда». 28 марта в матче против «Ханчжоу Гринтаун» он дебютировал в чемпионате Китая. После возвращения из аренды Марк помог «Сиднею» выиграть первенство Австралии.
В 2012 году Бридж перешёл в «Уэстерн Сидней Уондерерс». 6 октября в поединке против «Сентрал Кост Маринерс» он дебютировал за новый клуб. 27 октября в поединке против «Брисбен Роар» Марк забил свой первый гол за «Уондерерс». 21 декабря в матче против «Аделаида Юнайтед» он сделал хет-трик. В 2013 году Бридж в третий раз стал чемпионом Австралии. В 2014 году Марк забил два гола в поединках Лиги чемпионов АФК против китайского «Гуйчжоу Жэньхэ» и японского «Ульсан Хёндэ» и помог команде выиграть Кубок чемпионов АФК. В том же году Марк принял участие в клубном чемпионате мира.
27 мая 2016 года Бридж перешёл в клуб чемпионата Таиланда «Чианграй Юнайтед».
В июле 2017 года Бридж вернулся в «Уэстерн Сидней Уондерерс», подписав двухлетний контракт.

## Международная карьера
В 2008 году в составе олимпийской сборной Австралии Бридж принял участие в Олимпийских играх в Пекине. На турнире он сыграл в матчах группового этапа против команд Кот-д’Ивуара, Сербии и Аргентины.
22 марта 2008 года в товарищеском матче против сборной Сингапура Мрак дебютировал за сборную Австралии.

## Достижения
Командные
 «Ньюкасл Юнайтед Джетс»
- Чемпион Австралии — 2007/2008

 «Сидней»
- Чемпион Австралии — 2009/2010

 «Уэстерн Сидней Уондерерс»
- Победитель Лиги чемпионов АФК — 2014